# Atto di fede (Renato Zero)
Atto di fede è il primo progetto editoriale-discografico di Renato Zero, ed è il primo album di musica sacra pubblicato dal cantautore nel 2022.

## L'opera
Atto di Fede si presenta come un libro e un doppio CD di musica sacra, definito dallo stesso Zero come un oratorio, contenente 19 brani inediti composti interamente da Renato Zero (presente, inoltre, una versione riarrangiata per l’occasione del brano Ave Maria, presentato nel 1993 al Festival di Sanremo), arrangiati e orchestrati da Adriano Pennino. Sono presenti, fra un brano e l’altro, altrettanti testi, pensieri e riflessioni, scritti dagli “Apostoli della Comunicazione” e letti, all’interno dei due CD, da grandi voci della scena italiana.
Gli Apostoli della Comunicazione, cioè gli autori delle 17 lettere presenti all’interno del libro e nei due CD sono: Alessandro Baricco, Luca Bottura, Pietrangelo Buttafuoco, Sergio Castellitto, Aldo Cazzullo, Lella Costa, Domenico De Masi, Oscar Farinetti, Antonio Gnoli, Don Antonio Mazzi, Clemente J. Mimun, Giovanni Soldini, Marco Travaglio, Mario Tronti, Walter Veltroni.
Le voci narranti, presenti quindi all’interno dei due album sono quelle di Oscar Farinetti, Pino Insegno, Giuliana Lojodice, Marco Travaglio, Luca Ward e lo stesso Renato Zero.
Oltre alle lettere e ai testi dei brani, il libro è composto da due testi introduttivi. Nel primo vengono presentati gli Apostoli della Comunicazione, mentre il secondo funge da introduzione vera e propria all’opera. Alla fine del libro troviamo, oltre ai ringraziamenti e ai crediti, una pagina cromata, con al centro la domanda: “Rifletti?”.
Inoltre, in alcuni brani, è presente l’intervento canoro di Giacomo Voli e Lorenzo Licitra, in duetto con Renato Zero oppure solisti.

## I brani
Musiche e liriche di Renato Zero, tranne dove indicato.

### Atto Primo
1. Benvenuti - 2:50
2. Bella diversità - 3:16
3. La parola è carità - 2:20
4. Il mondo dei giusti - 4:00 (interpretata da Giacomo Voli)
5. Gioventù liberata - 4:41
6. L’anima che ti sostiene - 2:35
7. Luce - 3:05 (con Giacomo Voli)
8. Migrazioni - 2:53
9. Assenze - 3:45 (interpretata da Giacomo Voli)
10. Il miracolo è donna - 4:51

### Atto Secondo
1. La regola eterna - 2:30 (con Giacomo Voli)
2. Oltre la vita - 3:26
3. L’abbandono - 2:37
4. Sono lontani gli abbracci - 3:13
5. Padre mio - 4:46 (interpretata da Lorenzo Licitra e Manuele Murè)
6. Angeli qui - 2:45 (interpretata da Lorenzo Licitra)
7. Parla con Dio - 4:11
8. L’alba del perdono - 3:02 (con Giacomo Voli)
9. Grazie, Signore - 2:37
10. Ave Maria - 5:03 (Renatozero/Renato Serio-Renatozero)

## I testi
Di seguito riportato l’indice dei testi presenti all’interno del libro. Si alternano i testi dei brani musicali, presenti nel disco e riportati in grassetto, e le lettere scritte dagli Apostoli della Comunicazione, letti nel disco dalle voci narranti.
I testi Un missionario convinto e Il vento della conciliazione sono scritti e letti all’interno degli album dallo stesso Renato Zero.
- Gli Apostoli della Comunicazione
- Introduzione

### Atto Primo
- Benvenuti
- Lettera di Giovanni Soldini
- Bella diversità
- Un missionario convinto
- La parola è carità
- Lettera di Mario Tronti
- Il mondo dei giusti
- Lettera di Don Alberto Mazzi
- Gioventù liberata
- Lettera di Antonio Gnoli
- L’anima che ti sostiene
- Lettera di Clemente J. Mimun
- Luce
- Lettera di Domenico De Masi
- Migrazioni
- Lettera di Luca Bottura
- Assenze
- Lettera di Lella Costa
- Il miracolo è donna

### Atto Secondo
- La regola eterna
- Lettera di Walter Veltroni
- Oltre la vita
- Lettera di Marco Travaglio
- L’abbandono
- Lettera di Sergio Castellitto
- Sono lontani gli abbracci
- Lettera di Aldo Cazzullo
- Padre mio
- Lettera di Pietrangelo Buttafuoco
- Angeli qui
- Il vento della conciliazione
- Parla con Dio
- Lettera di Oscar Farinetti
- L’alba del perdono
- Lettera di Alessandro Baricco
- Grazie, Signore
- Ave Maria
- Ringraziamenti

## Crediti

### Arrangiamenti e produzione musicale
- Renato Zero - produzione
- Adriano Pennino - arrangiamenti d’orchestra
- Andras Deak - direzione d’orchestra
- Danilo Madonia - arrangiamenti coro
- Edmondo Mosè Savio - direzione cori

### Formazione
- Renato Zero - voce
- Giacomo Voli - voce (nei brani Il mondo dei giusti, Luce, Assenze, La regola eterna, L’alba del perdono)
- Lorenzo Licitra - voce (nei brani Padre mio, Angeli qui)
- Manuele Murè - voce (nel brano Padre mio)
- Coro: Coro Internazionale Filarmonica della Franciacorta
- Coro di voci bianche: MdN Est 1519 dell’Istituto Madonna della Neve di Adro
- Orchestra: Budapest Art Orchestra
- Stefano di Battista - sax (nel brano Il miracolo è donna)
- Max Rosati - chitarra classica e chitarra 12 corde
- Andrea Griminelli - flauto (nella Lettera di Don Antonio Mazzi)
- Alba Rizzini - voce soprano solista (nel brano L’alba del perdono)
- Angelica Paletti - voce soprano (nel brano Bella diversità)
- Federico Borghi - voce tenore (nel brano Bella diversità)

### Gli Apostoli della Comunicazione
- Alessandro Baricco;
- Luca Bottura;
- Pietrangelo Buttafuoco;
- Sergio Castellitto;
- Aldo Cazzullo;
- Lella Costa;
- Domenico De Masi;
- Oscar Farinetti;
- Antonio Gnoli;
- Don Antonio Mazzi;
- Clemente J. Mimun;
- Giovanni Soldini;
- Marco Travaglio;
- Mario Tronti;
- Walter Veltroni

### Voci narranti
- Oscar Farinetti;
- Pino Insegno;
- Giuliana Lojodice;
- Marco Travaglio;
- Luca Ward;
- Renato Zero